# 日田永基
日田 永基（ひた ながもと）は、鎌倉時代中期の豊後国の武士。

## 生涯
日田氏は大蔵氏の一族で豊後国日田郡郡司を相伝し、また郡内日田庄を領した。文永11年（1274年）文永の役では筑前国に出征して姪浜や百路原の戦いで戦功を挙げた。この恩賞として国東郡安岐郷内に弁分・弘永など5名を賜り、また左衛門尉に叙されたという。